# Lijst van voetbalinterlands Albanië - Portugal (vrouwen)
Deze lijst van voetbalinterlands is een overzicht van alle officiële voetbalwedstrijden tussen de nationale vrouwenteams van Albanië en Portugal. De landen hebben tot nu toe vier keer tegen elkaar gespeeld.

## Wedstrijden
| № | Plaats   | Datum            | Competitie           | Wedstrijd          | Uitslag |
| - | -------- | ---------------- | -------------------- | ------------------ | ------- |
| 1 | Abrantes | 12 februari 2014 | WK 2015 kwalificatie | Portugal − Albanië | 7 − 1   |
| 2 | Fier     | 14 juni 2014     | WK 2015 kwalificatie | Albanië − Portugal | 0 − 3   |
| 3 | Elbasan  | 4 oktober 2019   | EK 2022 kwalificatie | Albanië − Portugal | 0 − 1   |
| 4 | Lissabon | 1 december 2020  | EK 2022 kwalificatie | Portugal − Albanië | 1 − 0   |

## Samenvatting
| Competitie      | Totaal gespeeld | Winst Albanië | Gelijk | Winst Portugal | Doelsaldo Albanië – Portugal |
| --------------- | --------------- | ------------- | ------ | -------------- | ---------------------------- |
| EK kwalificatie | 2               | 0             | 0      | 2              | 0 − 2                        |
| WK kwalificatie | 2               | 0             | 0      | 2              | 1 − 10                       |
| Totaal          | 4               | 0             | 0      | 4              | 1 − 12                       |